# Women's Senior Golf Tour 2001
De Women's Senior Golf Tour 2001 was het tweede seizoen van de Women's Senior Golf Tour, dat in 2006 vernoemd werd tot de Legends Tour. Er stonden twee toernooien op de kalender.

## Kalender
| Datum | Datum | Toernooi                   | Stad                 | Winnaar         | Score | Score | Info |
| ----- | ----- | -------------------------- | -------------------- | --------------- | ----- | ----- | ---- |
| 01-06 | 03-06 | HyVee Classic              | Des Moines, Iowa     | Colleen Walker  | 142   | –2    |      |
| 03-08 | 05-08 | Shopko Great Lakes Classic | Green Bay, Wisconsin | Hollis Stacy po | 207   | –9    |      |

2000 ·
2001 ·
2002 ·
2003 ·
2004 ·
2005 ·
2006 ·
2007 ·
2008 ·
2009 ·
2010 ·
2011 ·
2012 ·
2013 ·
2014 ·
2015